# 细密画

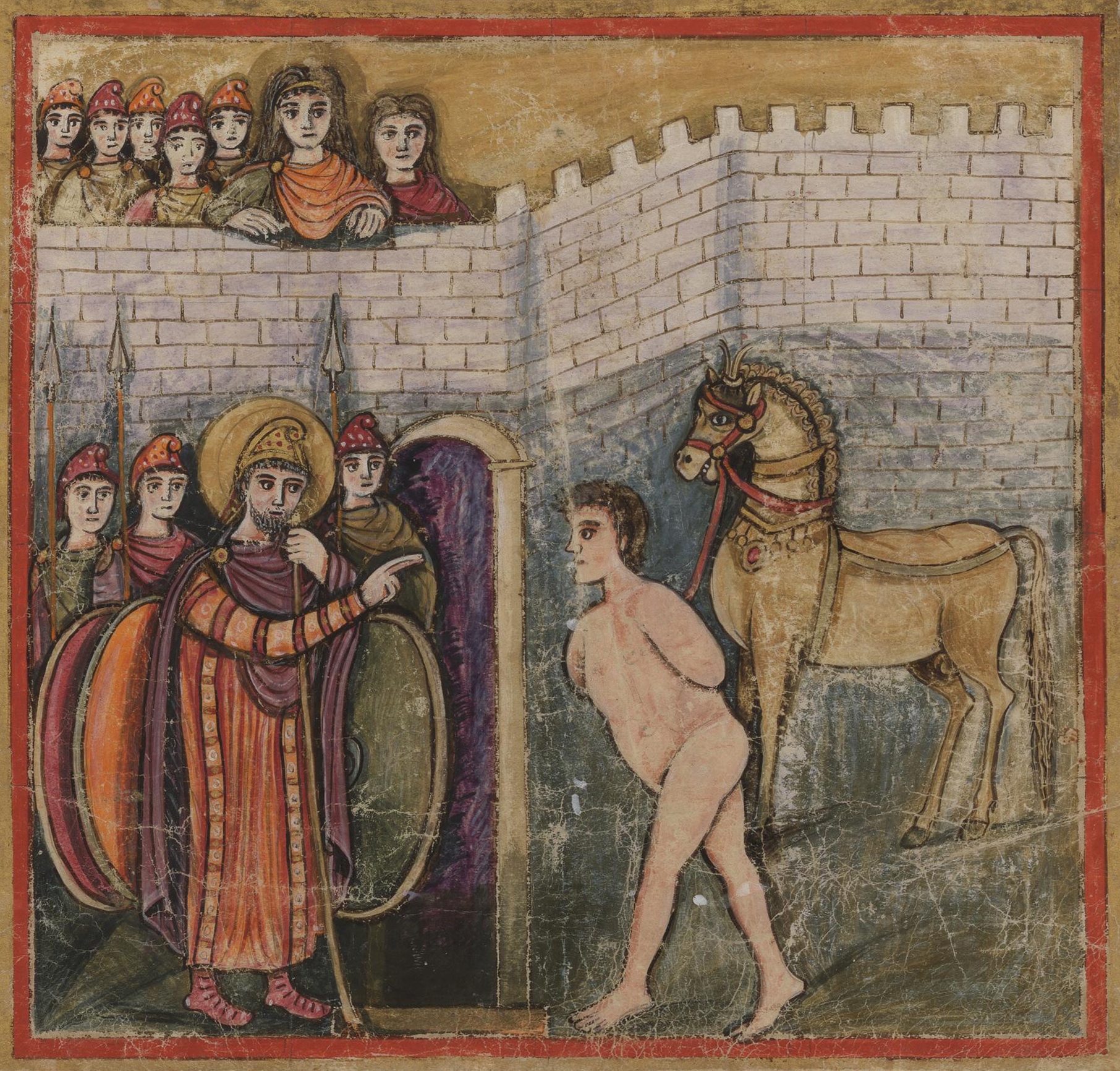
出自《罗马维吉尔抄本》（Vergilius Romanus）的细密画，描绘辛农与特洛伊木马场景，取材自维吉尔的《埃涅阿斯纪》，成书于5世纪初

细密画（英語：miniature，词源自拉丁语动词 ，意为“用朱砂着色”，即用朱红铅染色）是用于装饰古代或中世纪插图手抄本中的小幅插图；早期书册式抄本中的简约插图就是用这种颜料描绘或上色的。这些中世纪图像普遍尺寸较小，导致“miniature”一词在词源上与“微小”产生了混淆，并进一步被用来指代小型绘画，尤其是肖像细密画。尽管如此，这类绘画确实发源于相同传统，且最初采用了相似的技法。
除了西方、拜占庭与亚美尼亚的插图传统外，亚洲还存在另一类传统，通常更具叙事与插画性质。这些传统最初亦起源于手抄书籍的装饰，但后来发展为独立页幅的小型绘画，收藏于图册中，也称为“细密画”，不过与西方传统不同，亚洲细密画很少使用水彩画等西方媒材。这类画作包括阿拉伯细密画，以及其衍生出的波斯细密画、莫卧儿绘画、奥斯曼细密画与其他印度细密画。